# Makino Nobuaki

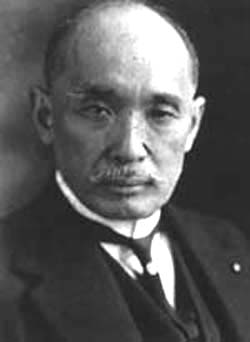

Conte Makino Nobuaki (Kagoshima, 24 novembre 1861 – Tokyo, 25 gennaio 1949) è stato un politico e diplomatico giapponese.

## Biografia
Nobuaki è il secondogenito di Ōkubo Toshimichi (samurai di Satsuma e statista durante il periodo Meiji) ma adottato dalla famiglia Makino; studiò presso l'Università Imperiale di Tokyo, ma non completò il percorso di studi per entrare nel Ministero degli Esteri giapponese. Il suo primo incarico fu presso l'Ambasciata a Londra. In seguito, fu governatore della Prefettura di Fukui e della Prefettura di Ibaraki ed ambasciatore in Austria e poi in Italia.
Nel 1906 fu nominato Ministro dell'Istruzione, suo primo incarico di Governo, ricoperto fino al 1908. Fu nuovamente ministro nel 1911-12 per il Commercio e l'Agricoltura e nel 1913-14 per gli Affari Esteri. Nello stesso periodo entrò a far parte del Consiglio privato dell'Imperatore. Nel 1919 prese parte alla Conferenza di pace di Parigi, incaricata di elaborare i Trattati di pace che avrebbero posto termine alla prima guerra mondiale, come plenipotenziario dell'Impero giapponese. In questa occasione, Nobuaki propose una dichiarazione sull'uguaglianza razziale, che però fu respinta dalla Conferenza, e fece parte della Commissione che stilò la Convenzione della Società delle Nazioni.
Negli anni tra il 1921 ed il 1935 Nobuaki ricoprì cariche cerimoniali nella Casa imperiale, dopodiché si ritirò a vita privata. Il 26 febbraio 1936 rischiò di essere ucciso da militari ribelli dell'Esercito imperiale giapponese durante il famoso Incidente del 26 febbraio.
Morì nel 1949.
Due Primi ministri del Giappone del dopoguerra sono imparentati con Makino Nobuaki: Shigeru Yoshida (1946-1947 e 1948-1954) è suo cognato e Tarō Asō (2005-2007 e 2008-2009) suo pronipote.